# Ridderorden in Selangor
Dit is een lijst van ridderorden in de Maleisische staat Selangor.
De "Duli Yang Maha Mulia Sultan dan Yang di-Pertuan Negara Selangor Dar ul-Ihsan" oftewel "Koning en heerser van de staat Selangor Dar ul-Ihsan en haar territoria" stelde vier ridderorden in.
De vlag van Selangor is geel en rood en in vrijwel alle onderscheidingen van deze staat vinden we alleen deze kleuren terug:
- De zeer geachte Familie-orde van Selangor of "Darjah Kerabat Selangor Yang Amat di-Hormati" werd op 6 juni 1961 ingesteld.
Deze huisorde heeft, zoals dat in Maleisië vaak voorkomt, een afwijkend lint voor de Tweede Klasse of "Darjah Kerabat Yang Amat Dihormati Kelas Kedua".

- De Meest Illustere Orde van de Kroon van Selangor of "Darjah Kebesaran Mahkota Selangor Yang Amat Mulia" werd op 6 juni 1961 ingesteld.

- De Orde van Sultan Salah ud-din 'Abdu'l Aziz Shah of "Darjah Kebesaran Sultan Salahuddin Abdul Aziz Shah" werd in 1985 gesticht.

- De Orde van Sultan Sharaf ud-din Idris Shah of "Darjah Kebesaran Sultan Sharaf ud-din Idris Shah" werd op 2 december 2002 gesticht.